# Fyr & Flamme
Fyr & Flamme sono un duo musicale danese formato nel 2017 da Jesper Groth e Laurits Emanuel.
Hanno rappresentato la Danimarca all'Eurovision Song Contest 2021 con il brano Øve os på hinanden.

## Carriera
I Fyr & Flamme sono saliti alla ribalta nel 2020 con il loro singolo di debutto Menneskeforburger, che li ha visti raggiungere il primo posto nella classifica della stazione radiofonica P3 per due settimane e cantare dal vivo al programma di DR Natholdet, fino a garantire loro un contratto discografico con la Universal Music Denmark.
A febbraio 2021 è stata confermata la partecipazione del duo al Dansk Melodi Grand Prix, il festival musicale annuale utilizzato come selezione del rappresentante eurovisivo danese. Il successivo 6 marzo hanno trionfato all'evento con il loro inedito Øve os på hinanden, diventando di diritto i rappresentanti nazionali all'Eurovision Song Contest 2021. Il brano è entrato direttamente alla 1ª posizione della Track Top-40 e ha portato per la prima volta all'ingresso nella hit parade danese degli altri due singoli, Kamæleon e Menneskeforburger, rispettivamente al 7º e al 12º posto.
Nel maggio successivo, i Fyr & Flamme si sono esibiti nella seconda semifinale eurovisiva, piazzandosi all'11º posto su 17 partecipanti con 89 punti totalizzati e non qualificandosi per la finale. Seppur arrivando terzultimi nel voto della giuria, il televoto li ha classificati settimi, rendendoli gli unici eliminati della serata nella top ten del voto del pubblico.

## Discografia

### Album in studio
- 2021 – Fyr og Flamme

### Singoli
- 2020 – Menneskeforburger
- 2020 – Kamæleon
- 2021 – Øve os på hinanden
- 2021 – Kæreste